# Ippolito Nievo

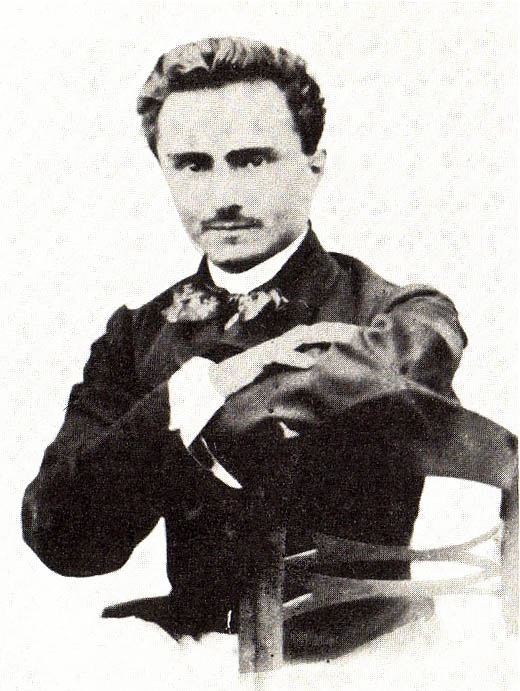

Ippolito Nievo (ur. 30 listopada 1831 w Padwie  – zm. 5 marca 1861) – włoski powieściopisarz i poeta.
Dzieciństwo i młodość spędził w regionie Friuli, który stał się tłem jego utworów prozatorskich. Uczestniczył we włoskich walkach niepodległościowych pod przywództwem Giuseppe Garibaldiego. Zginął w katastrofie statku na Morzu Tyrreńskim.

## Ważniejsze dzieła
- 1855 Angelo di bontà
- 1857 Il conte pecoraio
- 1859 Il barone di Nicastro
- 1867 Le confessioni di un Italiano